# لين ريد بانكس
لين ريد بانكس (بالإنجليزية: Lynne Reid Banks)‏ (31 يوليو 1929، لندن في المملكة المتحدة)؛ كاتِبة وروائية بريطانية.

## روابط خارجية
- لين ريد بانكس على موقع IMDb (الإنجليزية)
- لين ريد بانكس على موقع إن إن دي بي (الإنجليزية)
- لين ريد بانكس على موقع ديسكوغز (الإنجليزية)
- لين ريد بانكس على موقع قاعدة بيانات الفيلم (الإنجليزية)